# Kalinowo (Giżycko)
Pour les articles homonymes, voir Kalinowo.
Kalinowo est un village polonais de la voïvodie de Varmie-Mazurie, dans le powiat de Giżycko.